# 新潟市立内野中学校
新潟市立内野中学校（にいがたしりつ うちのちゅうがっこう）は、新潟県新潟市西区内野西一丁目に所在する市立中学校。

## 概要
1947年に開校。2023年度の全校生徒数は787名。

## 沿革
- 1947年5月 - 内野町立内野中学校として内野小学校内に開校。
- 1960年1月11日 - 新潟市への編入に伴い新潟市立内野中学校と改称。

## 交通
- JR東日本 ■越後線 内野駅より徒歩10分
- 新潟交通 W1有明線・W2西小針線・W3寺尾線・W4大堀線・■黒鳥線・B1萬代橋ライン直通 「内野四番町」バス停より徒歩 2分
- E8北陸自動車道 黒埼スマートインターチェンジより車 約20分

## 著名な卒業生
- 遠藤実（作曲家）
- 藤沢周（芥川賞作家）
- 石原正康（編集者）
- 中原八一（新潟市長）
- 野本安啓（元サッカー選手)

## 備考
1978年6月26日の豪雨で日本国有鉄道（当時）越後線の新川橋梁が損傷したため、橋梁に近い当中学校付近に仮駅（内野仮乗降場）を1か月半だけ建設し、運行した例がある。